# Saint-Maclou (Calvados)
Saint-Maclou is een dorp in de Franse gemeente Le Mesnil-Mauger in het departement Calvados. Saint-Maclou ligt in het zuidelijk deel van de gemeente.

## Geschiedenis
De plaats werd reeds in de 13de eeuw vermeld.
Op het eind van het ancien régime werd Saint-Maclou een gemeente. In 1836 werd de kleine gemeente al opgeheven, net als buurgemeente Doux Marais, en met Doux Marais bij de gemeente Sainte-Marie-aux-Anglais gevoegd.
Samen met de rest van Sainte-Marie-aux-Anglais werd Saint-Maclou in 1973 bij Le Mesnil-Mauger gevoegd. Op 1 januari 2017 ging deze gemeente op in de commune nouvelle Mézidon Vallée d'Auge.

## Bezienswaardigheden
- De Chapelle Saint-Maclou

Lijst van Franse gemeenten · Arrondissement Lisieux · Calvados · Normandië